# Uli Jäckle
Uli Jäckle (* 1961 in Schramberg) ist ein deutscher Theaterregisseur.

## Leben
Jäckle arbeitet seit 1993 als freier Regisseur. Er ist Gründer des freien Theaters Aspik in Hildesheim und hat seitdem 120 Inszenierungen realisiert. Er arbeitet unter anderem am Schauspielhaus Hamburg, dem Staatstheater Stuttgart, dem Theater Freiburg und dem Staatstheater Braunschweig. Bekannt wurde Jäckle dadurch, dass er keine klassischen Stücke inszeniert, sondern neben großen Landschaftsproduktionen mit hunderten von Laien in Heersum, eigene Projekte erstellt. Ein Projekt hatte den Philosophischen Text Ausflug in den Menschenpark von Peter Sloterdijk im Rahmen von Erziehungstheorien zum Hintergrund. Nebenher hat Jäckle Regeln aufgestellt, die ein Landschaftstheater einhalten muss. Diese Regel wurden in dem Dramaturgie Heft: Dramaturgische Gesellschaft veröffentlicht. Seit 2011 ist Jäckle Professor für "Kunst in Aktion" an der HBK Braunschweig.

## Inszenierungen
- 2006: Die kleine Meerjungfrau – Schauspielhaus Hamburg
- 2006: "Ausflug in den Menschenpark" von Peter Sloterdijk – Theater Freiburg
- 2006: "King Kong" – Theater Aspik
- 2007: "Grimm" – Hochschule der Künste Bern
- 2008: Michael Kohlhaas – Theater Freiburg
- 2008: "Das doppelte Karottchen" – Theater Freiburg
- 2010: "Die große Pause" – Theater Freiburg
- 2012: "Odyssee" – Deutsches Theater Berlin
- 2012: "Das Paradies ist umgezogen" – Stadt Theater Braunschweig
- 2013: " Kirschgarten" – Theater Aspik
- 2014: "Hamlet und Ophelia" – Hochschule für Bildende Künste Braunschweig[3]
- 2015: "Schiff der Träume" Staatstheater Darmstadt